# Liste des épisodes de Zig et Sharko

Logo de la série.

Zig et Sharko est une série télévisée d'animation française réalisée par Olivier Jean-Marie et produite par Marc Du Pontavice. Elle est développée aux studios d'animation Xilam, connus pour leurs séries d'animation notables telles que Les Zinzins de l'espace et Oggy et les Cafards. La série est initialement diffusée depuis le 21 décembre 2010 sur la chaîne télévisée Canal+ Family. Par la suite, elle est diffusée sur TF1, puis Canal J. La série compte quatre saisons composé chacune de 78 épisodes.
La série est initialement intitulée La sirène, la hyène et le requin dès son premier épisode pilote et plus tard renommée.

## Première saison (2010-11)
| no | # | Titre                               | Première diffusion |  |
| --- | - | ----------------------------------- | ------------------ |  |
| 1 |   | Hyène de vie                        | 21 décembre 2010   |  |
| Abandonnée sur une île, une hyène affamée cherche à dévorer une sirène mais un requin l'en empêche à chaque fois. |   |                                     |                    |  |
| 2 |   | Au sec                              |                    |  |
| |   |                                     |                    |  |
| 3 |   | La Cour du roi Neptune              |                    |  |
| Le Roi Neptune décide de sortir de chez lui en allant à la surface de l'océan. Il y rencontre Marina. Dès lors, il tente de la séduire. Sharko parviendra-t-il à ramener sa sirène auprès de lui? |   |                                     |                    |  |
| 4 |   | Marée noire                         |                    |  |
| Zig et Sharko provoquent par mégarde l'échouage d'un pétrolier et une épaisse nappe de mazout recouvre la mer, isolant la sirène sur son rocher. Zig veut en profiter pour attraper Marina mais le goudron lui colle aux pattes comme du chewing-gum et Sharko se sert de lui comme d'une balle de Jokari. Bernie lui fabrique alors un scooter des mers. Frimeur, Zig met les plein gaz et fait des étincelles. |   |                                     |                    |  |
| 5 |   | L'île au trésor                     |                    |  |
| Sharko met la nageoire sur un trésor. Il achète l'île tout entière et il y fait construire une splendide villa pour impressionner Marina... |   |                                     |                    |  |
| 6 |   | Coup de froid                       |                    |  |
| La neige arrive et cela enclenche une vague de froid sans précédent sur l'île tropicale de Zig, bientôt toute la région est recouverte d'une épaisse couche de glace et Zig a plus faim que jamais. Heureusement pour lui, la glace a coincé Marina à terre, l'a laissant sans défense car Sharko est coincé dans l'eau. Mais la tâche de Zig est compliqué par l'émigration d'animaux polaire. |   |                                     |                    |  |
| 7 |   | Le toutou à sa sirène               |                    |  |
| Avec une perle comme appât, Zig lance sa ligne pour pêcher Marina. Mais il crochète au passage la coquille du bernard-l'ermite qui atterrit sur les genoux de la sirène. Marina le prend pour un genre de caniche de mer et le ramène chez elle mais Bernie s'enfuit. Marina est en larmes d'avoir perdu son « bichon ». Voyant l'intérêt que la sirène porte à Bernie, Zig décide de l'utiliser comme appât. |   |                                     |                    |  |
| 8 |   | Les maçons du lagon                 |                    |  |
| Pour se protéger de Sharko, Zig et Bernie construisent une base secrète mais difficile de garder cette base à l'abri de la curiosité de Marina. |   |                                     |                    |  |
| 9 |   | Plaisante Plaisance                 |                    |  |
| Zig construit des bateaux de plus en plus sophistiqués pour attaquer Marina. |   |                                     |                    |  |
| 10 |   | Fille de l'air                      |                    |  |
| |   |                                     |                    |  |
| 11 |   | Un naufrage sentimental             |                    |  |
| |   |                                     |                    |  |
| 12 |   | Tunnel sous le lagon                |                    |  |
| |   |                                     |                    |  |
| 13 |   | Ski Nautique                        |                    |  |
| Alors qu'elle lit un magazine de sport, Marina est impressionné par les performances nautiques des athlètes. Elle décide de se mettre au ski nautique mais comme elle ne possède pas de bateau, elle oblige Sharko a devenir sa monture, charge dégradante qui ne plaît guère au requin. En observant Marina, Zig veut faire comme elle mais Bernie n'est pas suffisamment puissant, il prend contact avec le lieutenant Dauphin, ancien militaire de carrière souffrant de schizophrénie, qui accepte de lui servir de monture. Mais pour Zig comme pour Marina, la tâche va être plus compliqué que prévu car personne n'a les compétences nécessaires pour la pratique de ce sport. |   |                                     |                    |  |
| 14 |   | La sirène aux petits soins          |                    |  |
| Zig s'est fait un tour de reins, il ne peut plus bouger et ses hurlements de douleurs attirent Marina sur l'île, elle y voit l'occasion de jouer l'infirmière et se présente comme telle à Zig et Bernie. Mais n'ayant aucune expérience dans le domaine médical, la sirène s'avère complètement incompétente, surtout que Sharko en profite pour frappé Zig a chaque fois qu'il s'approche trop près de Marina. Marina fini par casser la colonne vertébrale de Zig sous les rires de Sharko, la sirène tente de rattraper le coup en essayant de lui injecté un anesthésiant mais Zig a peur des aiguilles. Il tente de s'enfuir dès qu'elle a le dos tourné et il est poursuivit par Sharko. La sirène est triste de perdre son unique patient. Elle découvre que Bernie n'a jamais été vacciné et ne tarde pas à vouloir testée tout les vaccins dont elle dispose sur le pauvre bernard l'hermite. L'épisode se termine sur Zig, réfugié sur un rocher glissant mais hors d'atteinte pour Sharko, horrifié par les appels à l'aide et les cris de douleurs de son ami. |   |                                     |                    |  |
| 15 |   | Famille nombreuse, famille heureuse |                    |  |
| |   |                                     |                    |  |
| 16 |   | Le sous-marin                       |                    |  |
| Zig et Bernie découvrent un sous-marin échoué dans une crique. Un coup de peinture, une bouche dessinée et deux yeux sur la proue et voilà le sous-marin transformer en un gros poisson. Le camouflage idéal pour approcher la sirène, mais manoeuvrer un submersible n'est pas une chose aisée, surtout que Sharko est tombé amoureux de la bête et qu'il tente de l'éloigner le plus loin possible des yeux de Marina. Ce serait en effet très embêtant si elle découvrait que son époux fricote avec une autre femme ! |   |                                     |                    |  |
| 17 |   | À toutes jambes                     |                    |  |
| Zig et Bernie découvrent quelques objets abandonnés dans une cabane, dont un mannequin avec des jambes. Ils l'utilisent afin d'appâter Marina, qui vient sur l'île pour faire connaissance avec cette « une humaine » qu'elle considère désormais comme sa meilleure amie. Méfiant, Sharko la suit. Marina, arrivée à la cabane, découvre une photo sépia d'un marin au bras d'une sirène, semblant être ses parents. |   |                                     |                    |  |
| 18 |   | Mon amie la crevette                |                    |  |
| Zig fait remplacer Bernie par une crevette. |   |                                     |                    |  |
| 19 |   | La fureur de la hyène               |                    |  |
| |   |                                     |                    |  |
| 20 |   | Un caractère volcanique             |                    |  |
| Sur l'île, le volcan qui est entré en éruption donne une idée à Zig. Il va utiliser la puissance du volcan comme source d'énergie pour fabriquer une machine à propulser tout et n'importe quoi, jusqu'au rocher de Marina... |   |                                     |                    |  |
| 21 |   | Phare breton                        |                    |  |
| Un dingue fait dresser un phare au beau milieu lagon, juste devant le rocher de Marina, Zig décide de démolir l'édifice. |   |                                     |                    |  |
| 22 |   | Coup de bambou                      |                    |  |
| |   |                                     |                    |  |
| 23 |   | Gonflé!                             |                    |  |
| |   |                                     |                    |  |
| 24 |   | Brique à brac                       |                    |  |
| |   |                                     |                    |  |
| 25 |   | Alerte à la sirène                  |                    |  |
| |   |                                     |                    |  |
| 26 |   | Aqua Golf                           |                    |  |
| |   |                                     |                    |  |
| 27 |   | Le tour de l'île                    |                    |  |
| Zig organise une course sur l'île dans lequel Marina, Sharko, Bernie, Zig et les autres personnages récurrents s'affrontent pour remporter la course et gagner une magnifique coupe en or massif. Ils essayent chacun de battre leurs concurrents par des méthodes qui ne sont pas toujours loyales. |   |                                     |                    |  |
| 28 |   | Moby Zig                            |                    |  |
| De nombreuses baleines envahissantes sont de passage près de l'île. Ce qui n'est pas du goût de Sharko qui doit faire avec car Marina prend leur défense. |   |                                     |                    |  |
| 29 |   | Noël au lagon                       |                    |  |
| Marina attend naïvement le père noël mais Sharko lui explique clairement qu'il ne fait pas de livraison sous l'eau. Pendant ce temps, Zig se fait passer pour le mythique homme barbu. |   |                                     |                    |  |
| 30 |   | Il faut sauver Marina               |                    |  |
| Marina se retrouve enfermée dans l'ancien bassin au bout de l'île. En essayant de la délivrer, Sharko se prend une décharge électrique qui le prive temporairement de l'usage de ses nageoires. Zig, profitant de la situation, va tout faire pour attraper Marina qu'il croit à sa merci. |   |                                     |                    |  |
| 31 |   | Tour de passe-passe                 |                    |  |
| |   |                                     |                    |  |
| 32 |   | Cousin marteau                      |                    |  |
| Sharko doit s'absenter. Pour ne pas laisser Marina seule, il fait appel à son cousin, un requin marteau qui n'est pas très futé. Marina est un peu déçue mais s’intéresse quand même à son compagnon. Avec un garde du corps aussi bête, Zig se dit que ça va être un jeu d'enfant d'attraper la sirène... |   |                                     |                    |  |
| 33 |   | Chasse au Sharko                    |                    |  |
| |   |                                     |                    |  |
| 34 |   | La bataille des costauds            |                    |  |
| Une raie monstreuse fait peur aux résidents du lagon. Sharko livre un duel sans merci contre cet étranger qui veut Marina. Zig y voit l'occasion parfaite de capturer la belle vulnérable pendant que les prétendants s'affrontent. |   |                                     |                    |  |
| 35 |   | Surprise Partie                     |                    |  |
| |   |                                     |                    |  |
| 36 |   | Le coach                            |                    |  |
| |   |                                     |                    |  |
| 37 |   | Une hyène en hiver                  |                    |  |
| |   |                                     |                    |  |
| 38 |   | À votre service                     |                    |  |
| |   |                                     |                    |  |
| 39 |   | Libérez Marina!                     |                    |  |
| |   |                                     |                    |  |
| 40 |   | La copine de Marina                 |                    |  |
| Marina est triste et s'ennuie. Même Zig n'a pas le cœur à l'attraper tant elle semble malheureuse. C'est alors que Sharko propose un marché à Zig afin que la sirène retrouve le sourire : ils n'ont qu'à faire les clowns et présenter des numéros comiques avec l'aide de Bernie... |   |                                     |                    |  |
| 41 |   | Le fan                              |                    |  |
| |   |                                     |                    |  |
| 42 |   | Un fantôme encombrant               |                    |  |
| |   |                                     |                    |  |
| 43 |   | Tous à l'eau                        |                    |  |
| Zig se transforme en superhéros pour capturer Marina. |   |                                     |                    |  |
| 44 |   | Tournez manèges!                    |                    |  |
| |   |                                     |                    |  |
| 45 |   | Un ami de poids                     |                    |  |
| |   |                                     |                    |  |
| 46 |   | Le fond du fond                     |                    |  |
| Zig et Sharko tombent dans une faille sous-marine et arrivent dans le monde extraordinaire des abysses et plus précisément dans un petit village qu'ils explorent avec curiosité. Pris en flagrant délit de vagabondage, ils sont emprisonnés par un poisson gendarme ! Ils découvrent avec horreur l'ignoble monde carcéral des abysses... |   |                                     |                    |  |
| 47 |   | Babysitting                         |                    |  |
| Une pieuvre confie à Marina son nouveau-né. |   |                                     |                    |  |
| 48 |   | Drôle de machine                    |                    |  |
| Un cargo s'échoue sur la plage, Zig est déçu de ne trouver qu'un vieux livre. Mais il s'agit du fameux Codex Atlanticus de Léonard de Vinci, rempli de croquis techniques de ses inventions. Il y a sûrement là-dedans de quoi construire une machine pour attraper la sirène ! Encore faut-il avoir du génie ! |   |                                     |                    |  |
| 49 |   | Retour au pays                      |                    |  |
| |   |                                     |                    |  |
| 50 |   | Sharko et les siens                 |                    |  |
| |   |                                     |                    |  |
| 51 |   | Désastre au camping                 |                    |  |
| Marina a des désirs de voyage et pour lui faire plaisir Sharko l'emmène en vacances dans un camping. Grosse déception pour Marina qui s'attendait à un hôtel cinq étoiles, pas moins ! Surtout que le requin a complètement détruit toute sa garde robe pour la faire rentrer dans la voiture. Pour ne rien arranger, leurs voisins de tente ne sont autres que Zig et Bernie et n'hésite pas à s'inviter dans la tente de Sharko pour leur volé leur ration de nourriture. Les vacances ne vont pas être de tout repos pour le requin. |   |                                     |                    |  |
| 52 |   | Méduse magique                      |                    |  |
| Zig découvre une méduse avec un talent de transformation hors pair et il l'utilise contre Marina mais cela ne marche pas. Bernie à l'idée de transformer la méduse en une copie de Marina mais Sharko le découvre avant même qu'ils n'aient eu le temps de mettre leur plan à exécution. Mais le requin trouve la copie de Marina plus attirante que la vraie (surtout quand cette dernière pique des crises sans raison), il se débarrasse donc purement et simplement de Marina pour sa copie ! Le requin pense avoir gagné une nouvelle femme plus docile mais n'est pas au bout de ses surprises... |   |                                     |                    |  |
| 53 |   | Hoquet, tout va bien...             |                    |  |
| |   |                                     |                    |  |
| 54 |   | Super Zig                           |                    |  |
| Zig se transforme en superhéros pour capturer Marina. |   |                                     |                    |  |
| 55 |   | Le mini maître                      |                    |  |
| Face aux échecs de Zig face à Sharko, Bernie met en place son propre plan pour éliminer Sharko, il met au point un élixir qui le rend très puissant et le garde pour lui. Mais cela marche trop bien : il est remarqué par le roi Neptune qui en fait son bras droit mais Bernie en veut toujours plus et ne tarde pas à faire un coup d'état dans le but de devenir calife à la place du calife ! Une fois roi, la première de ses décisions est de faire payer à la sirène tout ce qu'elle lui a fait subir, les gardes du roi l'enlèvent donc pour la conduire illico dans la salle de torture du palais. Mais les cris de Marina font sortir Zig et Sharko de leur marasme, parviendront-ils à renverser le nouveau roi ivre de pouvoir et à sauver la sirène à temps ? |   |                                     |                    |  |
| 56 |   | OK Corail                           |                    |  |
| |   |                                     |                    |  |
| 57 |   | La voie royale                      |                    |  |
| Le roi Neptune veut construire une autoroute mais il doit passer par la maison de Marina. |   |                                     |                    |  |
| 58 |   | Jeux de jambes                      |                    |  |
| Une nuit, Marina rêve très fort d'avoir une paire de jambes. C'est alors qu'une fée arrive chez elle et exauce son souhait. Le lendemain, Marina est ravie de constater que son vœu s'est réalisé mais elle rencontre plusieurs difficultés : non seulement elle n'arrive pas à marcher correctement, mais en plus elle ne sait plus nager. Enfin, Sharko n'a pas l'air franchement content. Quant à Zig, il n'est plus intéressé par la sirène car elle n'a plus de queue. |   |                                     |                    |  |
| 59 |   | Origami                             |                    |  |
| Un cargo s'échoue sur la plage avec à son bord des rames de papier. C'est parti pour toutes sortes d'origami qui n'auront comme seul but que d'aider Zig à attraper la sirène. |   |                                     |                    |  |
| 60 |   | Qui est qui?                        |                    |  |
| Après s'être fait électrocuter Zig et Shakos échangent de personnalité |   |                                     |                    |  |
| 61 |   | La guerre des clones                |                    |  |
| |   |                                     |                    |  |
| 62 |   | Sauvez la hyène !                   |                    |  |
| C'est la canicule sur l'île et la plage est envahie d'animaux de la jungle venus faire bronzette. La sirène sauve un ouistiti de la noyade et, félicitée par tous, elle décide de se rendre utile en surveillant les baigneurs. Zig va faire semblant de se noyer pour que la sirène vienne le sauver... |   |                                     |                    |  |
| 63 |   | La bande à Barbak                   |                    |  |
| |   |                                     |                    |  |
| 64 |   | Preux chevaliers du lagon           |                    |  |
| Zig et Bernie construisent un château de sable grandeur nature. Comme au Moyen-Age, un tournoi de chevaliers est organisé entre Sharko et Zig pour les beaux yeux de la princesse Marina. |   |                                     |                    |  |
| 65 |   | Faut pas se gêner!                  |                    |  |
| Le roi Neptune veut construire une station balnéaire pour les touristes mais Sharko gêne le commerce. Le roi Neptune s'en débarrasse alors... |   |                                     |                    |  |
| 66 |   | Marina superstar                    |                    |  |
| Neptune entend Marina chanter et veut lui faire enregistrer un disque. Le disque plaît tant que Marina part en tournée. Zig et Sharko se languissent de leur sirène, pour des raisons évidemment différentes. Ils vont de nouveau s'allier pour faire revenir leur épouse dans le lagon. |   |                                     |                    |  |
| 67 |   | La Hyène Garou                      |                    |  |
| Après avoir bu la potion de Bernie, Zig se transforme en hyène garou à chaque fois qu'il mange une banane. Du coup, il se rue vers la sirène pour la manger, mais Sharko s’interpose comme d’habitude. Sauf que là, il a devant lui un adversaire à sa taille… |   |                                     |                    |  |
| 68 |   | La croisière s'amuse                |                    |  |
| |   |                                     |                    |  |
| 69 |   | Coup de foudre                      |                    |  |
| |   |                                     |                    |  |
| 70 |   | La guerre des clones                |                    |  |
| |   |                                     |                    |  |
| 71 |   | Marina se fait des cheveux          |                    |  |
| Marina se fait belle pour aller à l'opéra. Mais le poulpe-coiffeur fait une fausse manip et lui coupe la moitié de sa chevelure. Catastrophe ! Il lui faut une perruque. Sharko fonce tondre toutes les bêtes à poil de l'île (sauf Zig) et revient avec toutes sortes de perruques qui ne plaisent pas du tout à Marina. Seuls les poils de la crinière de Zig lui font envie. |   |                                     |                    |  |
| 72 |   | Gare aux Jus!                       |                    |  |
| |   |                                     |                    |  |
| 73 |   | Zig le taxi                         |                    |  |
| |   |                                     |                    |  |
| 74 |   | Inspecteur Sharko                   |                    |  |
| Sharko s'improvise policier pour impressionner Marina mais est plus dure qu'il le pensait... |   |                                     |                    |  |
| 75 |   | Micmac dans l'espace                |                    |  |
| |   |                                     |                    |  |
| 76 |   | Coup de filet                       |                    |  |
| Un chalutier muni de son marin breton débarque dans le lagon et en racle le fond à la recherche de coquilles Saint-Jacques. Sharko signale à l'importun de quitter les lieux, mais le pêcheur refuse de partir... |   |                                     |                    |  |
| 77 |   | Le retour du dauphin zinzin         |                    |  |
| Zig est abattu car il n'arrive pas à manger la sirène. Il décide donc de devenir végétarien. Bernie fait appel au dauphin fou pour régler une bonne fois pour toutes les problèmes de Zig. |   |                                     |                    |  |
| 78 |   | Zig et les joujoux                  |                    |  |
| |   |                                     |                    |  |

## Deuxième saison (2015)
| no | #   | Titre                      | Première diffusion |  |
| --- | --- | -------------------------- | ------------------ |  |
| 1 | 79  | Dure journée               | 2016               |  |
| Marina et sa cour débarquent sur la plage, Zig en profite pour la manger mais Sharko la défend et Zig se replie vers la jungle. Mais la hyène rusée n'abandonne pas pour autant. Cette fois, non seulement il devra manger la sirène mais il devra aussi récupérer son territoire. |     |                            |                    |  |
| 2 | 80  | Zig ce héros               |                    |  |
| Zig sauve par accident un crabe et tous les animaux de la plage se mettent alors à l’admirer, sauf Sharko. Car malheureusement pour lui, le requin n'est pas dupe sur les véritables intentions de Zig. |     |                            |                    |  |
| 3 | 81  | Retour à la civilisation   |                    |  |
| Marina veut ramener le pilote fou nommé Barjo à la raison mais elle veut secrètement aussi qu'il lui pilote l'avion pour avoir son Jet privé rien qu'à elle. Elle l'aide alors à retrouver une vie normale, aidée par Zig suivi de près par Sharko. |     |                            |                    |  |
| 4 | 82  | Beau Papa                  |                    |  |
| Poséidon vient rendre visite à sa fille chérie. Grosse pression pour Sharko qui veut faire bonne impression. Mais beau-papa trouve que ce vulgaire poisson n'est pas à la hauteur de sa tendre fille. Sharko a le moral au plus bas, au point que Zig et Bernie lui proposent de l'aider... |     |                            |                    |  |
| 5 | 83  | Zig mon doudou             |                    |  |
| Zig parvient à s’introduire dans la demeure de Marina en se faisant passer pour un doudou. |     |                            |                    |  |
| 6 | 84  | Embarquement Immédiat !    |                    |  |
| Zig et Bernie réparent l'avion de Barjo, une initiative qui plait à Marina car elle rêve d'aller visiter la grande muraille de chine depuis sa plus tendre enfance. Elle est décidée à les aider pour pouvoir avoir sa place dans l'aventure mais Zig et Bernie ont d'autres projets. |     |                            |                    |  |
| 7 | 85  | La vie de château          |                    |  |
| |     |                            |                    |  |
| 8 | 86  | Beignet de Sirène          |                    |  |
| Bernie est lassé de voir Zig échoué, il décide de faire un beignet en forme de Sirène pour berné Zig et enfin passer à autre chose. |     |                            |                    |  |
| 9 | 87  | Un invité mystère          |                    |  |
| Zig débarque sur la plage en pleurant à chaudes larmes. Il s'écroule aux pieds de Sharko et Marina et leur tend un polaroid montrant Bernie au plus mal. Émus par un tel désespoir et surtout intéressés par le matériel de Zig, Sharko et Marina n'hésitent pas à suivre Zig dans la jungle... |     |                            |                    |  |
| 10 | 88  | La fin du monde !          |                    |  |
| Bernie est formel, selon ses calculs une météorite s'approche de la terre à une vitesse vertigineuse. La fin du monde approchant, tous les animaux de l'île Maurice paniquent. Sharko construit un abri anti-atomique, alors que Zig veut à tout prix manger la sirène qui devient paranoïaque. Pendant ce temps, Bernie conçoit un missile thermonucléaire pour détruire la météorite.                                                                            |     |                            |                    |  |
| 11 | 89  | Et si on dansait ?         |                    |  |
| Une discothèque ouvre en bordure de plage ! Et puisque Marina aime danser, Zig va en profiter pour traquer la sirène en musique. |     |                            |                    |  |
| 12 | 90  | Surf sous les Tropiques    |                    |  |
| |     |                            |                    |  |
| 13 | 91  | Moumoute et Moustache      |                    |  |
| Zig se met une fausse moustache et devient M. Tache . Bien sûr, le requin démasque la hyène, mais tous les plagistes apprécient cet inconnu à moustache. Sharko revient sur la plage affublé d'une perruque et devient M. Mazoute, le combat peut reprendre à armes égales... |     |                            |                    |  |
| 14 | 92  | La pêche à la hyène        |                    |  |
| Un chasseur débarque sur l'île à la recherche du trophée qui lui manque : une hyène. Navigant sur la plage, le pêcheur lance sa ligne mais s'aperçoit vite que la hyène ne mord pas à n'importe quel appât. Il lui faut Marina... |     |                            |                    |  |
| 15 | 93  | Cours Sharko, cours!       |                    |  |
| |     |                            |                    |  |
| 16 | 94  | Le consquistador           |                    |  |
| |     |                            |                    |  |
| 17 | 95  | C'est Pas du Jeu!          |                    |  |
| Sharko organise un match de rugby. Mais quand des poissons monstrueux débarquent, toute son équipe de lâche s'enfuit à l'exception de Zig et Bernie. Pas facile d'être à 3 contre 15... |     |                            |                    |  |
| 18 | 96  | Faut que ça brille !       |                    |  |
| Suivant les conseils d'un magazine expliquant comment doit se comporter la femme idéale, Marina fait le ménage. Mais quand la tâche s'avère plus compliqué que prévu, elle demande de l'aide à Zig et Bernie. |     |                            |                    |  |
| 19 | 97  | Un sifflet pour Sharko     |                    |  |
| |     |                            |                    |  |
| 20 | 98  | Bionique Zig               |                    |  |
| Bernie et le pilote fou testent Zig dans une série expérience à fin de l'améliorer en le transformant en cyborg. |     |                            |                    |  |
| 21 | 99  | La buvette de la plage     |                    |  |
| Pour arrondir ces fins de mois, Zig ouvre un bar avec Bernie comme serveur, très vite la spécialité de Zig, une boisson nommé "hyène tacheté" fait un carton et le bar gagne en popularité. Ce succès intéresse vivement Marina qui voudrait bien connaître la recette de ce délicieux cocktail. |     |                            |                    |  |
| 22 | 100 | Le maître du volcan        |                    |  |
| Un anarchiste débarque sur l'île Maurice pour y introduire ses idées révolutionnaire. Il convainc une grande partie des habitants de l'île, dont Zig et Bernie. Marina voit ce mouvement révolutionnaire comme une menace et décide d'envoyer Sharko pour assassiner son instigateur. |     |                            |                    |  |
| 23 | 101 | En pleine forme !          |                    |  |
| Zig et Bernie ouvrent un spa en bordure de plage. |     |                            |                    |  |
| 24 | 102 | C'est magique !            |                    |  |
| Après avoir reçu un coup sur la tête, Marina devient amnésique. Au départ agressive, elle est vite amadouée par les poissons panés de Bernie. Comprenant qu'il ne peut manger la sirène tant que Sharko est à leur poursuite, Zig décide de faire croire à la sirène qu'elle est une espionne et qu'elle doit éliminer Sharko. Et donc à l'aide d'un talkie-walkie et de quelques gadgets de Zig et Bernie, Marina tente d'éliminer par tous les moyens le requin. |     |                            |                    |  |
| 25 | 103 | Chasse au sucre            |                    |  |
| À force d'être pourrie-gâtée, Marina se comporte comme une enfant : elle se met à pleurer si Sharko refuse de lui acheter les dernières chaussures à la mode par exemple. Ne supportant pas de la voir triste le requin se plie à tous ses désirs, ce qui l'épuise profondément. Zig décide exploiter cette faiblesse. |     |                            |                    |  |
| 26 | 104 | Le parfum de la hyène      |                    |  |
| Zig a un nouvel appât à sirène qui fonctionne à merveille : un stick à la noix de coco. La sirène, complètement envoûtée, l'embarque au château. Dévasté par l'infidélité de son épouse, Sharko refuse de laisser roucouler le jeune couple. Pendant ce temps, Zig prend goût à être en couple avec Marina. |     |                            |                    |  |
| 27 | 105 | Le garde du corps          |                    |  |
| Plusieurs meurtres sont commis sur l'île Maurice, face à cette vague de criminalité, Marina décide d'engager un garde du corps pour se protéger. Zig et Bernie en profitent, ils exécutent les autres concurrents et envoie des vidéos truqués sur l'ordinateur de Marina pour que celle-ci l'engage. Leur effort finissent par payer, Zig est engagé et il compte bien la manger...                                                                               |     |                            |                    |  |
| 28 | 106 | Une sirène charitable      |                    |  |
| En voyant que Zig et Bernie vivent comme des SDF, Marina les invitent dans son somptueux palais. Elle compte les éduqués pour qu'ils puissent avoir un mode de vie digne d'elle. |     |                            |                    |  |
| 29 | 107 | Les sirènes contre-attaque |                    |  |
| |     |                            |                    |  |
| 30 | 112 | La bonne étoile            |                    |  |
| Bernie tombe fou amoureux de la petite étoile de plage qui s'est détaché un des coups de Marina. La sirène, dévastée, rameute toute la plage pour la retrouver. Mais les amoureux se cachent et Bernie est prêt à tout pour rester avec elle, Zig propose d'organiser des fiançailles pour officialiser leur union (et piéger Marina). |     |                            |                    |  |
| 31 | 112 | Les chauffards de la plage |                    |  |
| Marina veux apprendre à conduire mais Sharko considère qu'elle n'en est pas capable. Vexé, elle demande l'aide de Zig et ce dernier accepte de lui apprendre la conduite... |     |                            |                    |  |
| 32 | 112 | Les Nièces Débarquent      |                    |  |
| |     |                            |                    |  |
| 33 | 142 | Le Roi des Animaux         |                    |  |
| |     |                            |                    |  |
| 34 | 142 | Frère de lait              |                    |  |
| Au fait, comment une hyène et un bernard-l'hermite sont-ils devenus si complices ? En remontant le temps, nous allons découvrir qu'une maman en manque d'affection se retrouva à élever ces deux petits si différents... |     |                            |                    |  |
| 35 | 113 | Les touristes              |                    |  |
| |     |                            |                    |  |
| 36 | 114 | Premier de la Casse !      |                    |  |
| |     |                            |                    |  |
| 37 | 115 | Bernie fait son cinéma     |                    |  |
| Influencé par des acteurs comme Chaplin et Laurel et Hardie, Bernie décide de réalisé un film dont il sera la vedette. Impressionné par les talents d'actrice de Marina, il décide de lui donner le second rôle dans son film, il engage aussi Zig et Sharko respectivement en tant qu'ingénieur du son et caméraman. Mais à cause de la rivalité de ces derniers, réalisation en bonne et due forme du film de Bernie est compromise...                           |     |                            |                    |  |
| 38 | 116 | Bzz Bzz                    |                    |  |
| La résidence privé de Marina est envahit par des dizaines de milliers de mouches agressives mais la sirène est déterminé à s'en débarrasser... |     |                            |                    |  |
| 39 | 117 | Une licorne sur la plage   |                    |  |
| |     |                            |                    |  |
| 40 | 118 | Miniatures                 |                    |  |
| |     |                            |                    |  |
| 41 | 119 | L'envahisseur              |                    |  |
| |     |                            |                    |  |
| 42 | 120 | Papa poule                 |                    |  |
| Zig et Sharko doivent prendre soin d'un œuf. |     |                            |                    |  |
| 43 | 121 | Perdus dans la jungle      |                    |  |
| |     |                            |                    |  |
| 44 | 122 | Le toutou à son papa       |                    |  |
| Marina et Sharko obligent Zig a devenir leur animal de compagnie. |     |                            |                    |  |
| 45 | 113 | Marina à la ferme          |                    |  |
| Marina décide de construire une ferme dans le lagon, mais Zig s'attaque aux cultures. La sirène sécurise alors sa ferme, mais dans le même temps, Zig monte aussi un plan pour s’emparer de ses précieux épis... |     |                            |                    |  |
| 46 | 124 | Des tifs à gogo            |                    |  |
| |     |                            |                    |  |
| 47 | 125 | Là-haut sur la montagne    |                    |  |
| |     |                            |                    |  |
| 48 | 126 | La momie                   |                    |  |
| |     |                            |                    |  |
| 49 | 127 | On se fait un film ?       |                    |  |
| |     |                            |                    |  |
| 50 | 128 | Sable émouvant             |                    |  |
| |     |                            |                    |  |
| 51 | 129 | Rebelle attitude           |                    |  |
| Marina se souvient de l'époque où elle était une rock star. |     |                            |                    |  |
| 52 | 130 | La boîte à meuh            |                    |  |
| |     |                            |                    |  |
| 53 | 131 | Les rois de la cambriole   |                    |  |
| Zig et Bernie veulent volé le nouveau collier de Marina, Sharko est fou de rage car il s'est endetté jusqu'au cou pour lui offrir ce collier. |     |                            |                    |  |
| 54 | 132 | Le panda maléfique         |                    |  |
| |     |                            |                    |  |
| 55 | 133 | Copains, Copine            |                    |  |
| Zig et Sharko souviennent du temps où ils étaient amis avant leur rencontre avec Marina. |     |                            |                    |  |
| 56 | 134 | Mr. et Mrs. Zig            |                    |  |
| |     |                            |                    |  |
| 57 | 135 | Sur le fil                 |                    |  |
| |     |                            |                    |  |
| 58 | 136 | La Reine des bouses        |                    |  |
| Le but de pouvoir prendre des vacances le roi Poséidon nomme Marina reine par intérim, elle accepte le poste pour lui faire plaisir et Sharko rêve de voir Marina couronnée ! Sauf qu’être reine, c'est pas son truc à Marina qui préfère la mécanique, d'autant plus qu'une des courtisanes a un air de famille avec Zig. |     |                            |                    |  |
| 59 | 137 | Un désastre à trois volets |                    |  |
| |     |                            |                    |  |
| 60 | 138 | Le petit train             |                    |  |
| Alors que Marina se met à collectionner les vieux objets, Zig construit une locomotive à vapeur dans l'espoir d'appâter la sirène. |     |                            |                    |  |
| 61 | 139 | Un, deux, trois, Soleil !  |                    |  |
| |     |                            |                    |  |
| 62 | 140 | La chute                   |                    |  |
| |     |                            |                    |  |
| 63 | 141 | Zig Chef                   |                    |  |
| |     |                            |                    |  |
| 64 | 142 | Miss Plage                 |                    |  |
| Marina est invitée à un concours de miss, Zig tente d'en profiter, mais avec Sharko, il est impossible de s'approcher d'elle. Zig a alors l'idée de se déguiser en femme pour l'approcher. Mais les juges la prennent pour une retardataire; Zig se retrouve alors embarquer dans le concours avec pour concurrentes Marina et les autres poissons. Mais s'il veut attraper sa sirène, Zig est bien obligé d'y participer !                                        |     |                            |                    |  |
| 65 | 143 | Le jour le plus long       |                    |  |
| |     |                            |                    |  |
| 66 | 144 | Le bal du vampire          |                    |  |
| Zig et Bernie s'emploient à devenir de parfaits chasseurs de vampires, bien que leur entourages trouvent cela ridicule. Leur quête les mène au fin fond de l'île, dans une auberge miteuse nichée dans le volcan. Zig s'éprend alors de la fille de leur hôte... |     |                            |                    |  |
| 67 | 145 | Tiercé gagnant             |                    |  |
| Marina veut à tout prix jouer à colin-maillard et se retrouve les yeux bandés, Sharko doit l'aider à éviter les pièges de Zig sans se laisser attraper. |     |                            |                    |  |
| 68 | 146 | Les lois de l'attraction   |                    |  |
| |     |                            |                    |  |
| 69 | 147 | Morceaux choisis           |                    |  |
| Sharko, las des infidélités de sa femme, décide d'aller s'enterrer dans le désert. Cependant, il trouve un totem, qui tombe entre les mains d'une aveugle qui retrouve la vue. Elle porte alors la main à Zig... |     |                            |                    |  |
| 70 | 148 | Bubble-Gum                 |                    |  |
| |     |                            |                    |  |
| 71 | 149 | Végézig                    |                    |  |
| |     |                            |                    |  |
| 72 | 150 | La malédiction             |                    |  |
| |     |                            |                    |  |
| 73 | 151 | Brico-Sharko               |                    |  |
| |     |                            |                    |  |
| 74 | 152 | Jeu, set et match          |                    |  |
| Marina est jalouse de Sharko car elle n'est pas aussi doué que lui au tennis. Zig décide de faire équipe avec elle pour l'aider. |     |                            |                    |  |
| 75 | 153 | Coup de chaud              |                    |  |
| La canicule s'abat sur l'île... |     |                            |                    |  |
| 76 | 154 | La déclaration             |                    |  |
| |     |                            |                    |  |
| 77 | 155 | Noir dessin                |                    |  |
| |     |                            |                    |  |
| 78 | 156 | Le dentifrice              |                    |  |
| Zig vole le dentifrice de Sharko. |     |                            |                    |  |

## Troisième saison (2019-2020)
| no | #   | Titre                       | Première diffusion |  |
| -- | --- | --------------------------- | ------------------ |  |
| 1  | 157 | Bienvenue à bord            | 2 Septembre 2019   |  |
|    |     |                             |                    |  |
| 2  | 158 | Bébé Zig                    |                    |  |
|    |     |                             |                    |  |
| 3  | 159 | Panique à l'infirmerie      |                    |  |
|    |     |                             |                    |  |
| 4  | 160 | Les consignes de sécurité   |                    |  |
|    |     |                             |                    |  |
| 5  | 161 | La tempête                  |                    |  |
|    |     |                             |                    |  |
| 6  | 162 | La chasse au trésor         |                    |  |
|    |     |                             |                    |  |
| 7  | 163 | Fan de Sharko               |                    |  |
|    |     |                             |                    |  |
| 8  | 164 | Sous l'océan                |                    |  |
|    |     |                             |                    |  |
| 9  | 165 | Ne pas déranger !           |                    |  |
|    |     |                             |                    |  |
| 10 | 166 | Attrape-moi si tu peux      |                    |  |
|    |     |                             |                    |  |
| 11 | 167 | Zig la main verte           |                    |  |
|    |     |                             |                    |  |
| 12 | 168 | Le grand nettoyage          |                    |  |
|    |     |                             |                    |  |
| 13 | 169 | Congelés !                  |                    |  |
|    |     |                             |                    |  |
| 14 | 170 | Amitié glaciale             |                    |  |
|    |     |                             |                    |  |
| 15 | 171 | Le labyrinthe               |                    |  |
|    |     |                             |                    |  |
| 16 | 172 | Le persil                   |                    |  |
|    |     |                             |                    |  |
| 17 | 173 | Amour Viking                |                    |  |
|    |     |                             |                    |  |
| 18 | 174 | Marina, où es-tu ?          |                    |  |
|    |     |                             |                    |  |
| 19 | 175 | Les envahisseurs            |                    |  |
|    |     |                             |                    |  |
| 20 | 176 | Farces et attrapes          |                    |  |
|    |     |                             |                    |  |
| 21 | 177 | La natation synchronisée    |                    |  |
|    |     |                             |                    |  |
| 22 | 178 | La grande lessive           |                    |  |
|    |     |                             |                    |  |
| 23 | 179 | Les vieux copains           |                    |  |
|    |     |                             |                    |  |
| 24 | 180 | Un ami d'enfer              |                    |  |
|    |     |                             |                    |  |
| 25 | 181 | La folie des robots         |                    |  |
|    |     |                             |                    |  |
| 26 | 182 | Service deluxe              |                    |  |
|    |     |                             |                    |  |
| 27 | 183 | Echoués !                   |                    |  |
|    |     |                             |                    |  |
| 28 | 184 | Le bisou                    |                    |  |
|    |     |                             |                    |  |
| 29 | 185 | Belle coquille              |                    |  |
|    |     |                             |                    |  |
| 30 | 186 | Le chant des sirènes        |                    |  |
|    |     |                             |                    |  |
| 31 | 187 | Salut l'artiste             |                    |  |
|    |     |                             |                    |  |
| 32 | 188 | Star à bord !               |                    |  |
|    |     |                             |                    |  |
| 33 | 189 | Opération Père Noël         |                    |  |
|    |     |                             |                    |  |
| 34 | 190 | Le festin de Marina         |                    |  |
|    |     |                             |                    |  |
| 35 | 191 | Atchoum                     |                    |  |
|    |     |                             |                    |  |
| 36 | 192 | Merveilles virtuelles       |                    |  |
|    |     |                             |                    |  |
| 37 | 193 | Marina star du rock         |                    |  |
|    |     |                             |                    |  |
| 38 | 194 | Les joies de la gym         |                    |  |
|    |     |                             |                    |  |
| 39 | 195 | Le meilleur ami de Sharko   |                    |  |
|    |     |                             |                    |  |
| 40 | 196 | L'ombre de Zig              |                    |  |
|    |     |                             |                    |  |
| 41 | 197 | La sieste                   |                    |  |
|    |     |                             |                    |  |
| 42 | 198 | Tous à l'eau                |                    |  |
|    |     |                             |                    |  |
| 43 | 199 | Le ballon perdu             |                    |  |
|    |     |                             |                    |  |
| 44 | 200 | Un château pour deux        |                    |  |
|    |     |                             |                    |  |
| 45 | 201 | La sérénade                 |                    |  |
|    |     |                             |                    |  |
| 46 | 202 | Une nouvelle meilleure amie |                    |  |
|    |     |                             |                    |  |
| 47 | 203 | Mon ami le Yéti             |                    |  |
|    |     |                             |                    |  |
| 48 | 204 | Frères ennemis              |                    |  |
|    |     |                             |                    |  |
| 49 | 205 | Le plus beau plongeon       |                    |  |
|    |     |                             |                    |  |
| 50 | 206 | Promenade en ascenseur      |                    |  |
|    |     |                             |                    |  |
| 51 | 207 | Un trésor d'enfance         |                    |  |
|    |     |                             |                    |  |
| 52 | 208 | Jour de brume               |                    |  |
|    |     |                             |                    |  |
| 53 | 209 | Le rival                    |                    |  |
|    |     |                             |                    |  |
| 54 | 210 | Danse givrée                |                    |  |
|    |     |                             |                    |  |
| 55 | 211 | Le mime                     |                    |  |
|    |     |                             |                    |  |
| 56 | 212 | Téléphonemania              |                    |  |
|    |     |                             |                    |  |
| 57 | 213 | Peau de banane              |                    |  |
|    |     |                             |                    |  |
| 58 | 214 | Le bal du samedi noir       |                    |  |
|    |     |                             |                    |  |
| 59 | 215 | La voyante                  |                    |  |
|    |     |                             |                    |  |
| 60 | 216 | Perdus en mer               |                    |  |
|    |     |                             |                    |  |
| 61 | 217 | Cape ou pas cape !          |                    |  |
|    |     |                             |                    |  |
| 62 | 218 | L'oiseau rare               |                    |  |
|    |     |                             |                    |  |
| 63 | 219 | Un boucan d'enfer           |                    |  |
|    |     |                             |                    |  |
| 64 | 220 | Papa Bernie                 |                    |  |
|    |     |                             |                    |  |
| 65 | 221 | Perle rare                  |                    |  |
|    |     |                             |                    |  |
| 66 | 222 | Le permis bateau            |                    |  |
|    |     |                             |                    |  |
| 67 | 223 | Film au Pôle Nord           |                    |  |
|    |     |                             |                    |  |
| 68 | 224 | Un rêve de tartes           |                    |  |
|    |     |                             |                    |  |
| 69 | 225 | La grosse fatigue           |                    |  |
|    |     |                             |                    |  |
| 70 | 226 | Un récit héroïque           |                    |  |
|    |     |                             |                    |  |
| 71 | 227 | Duplicata                   |                    |  |
|    |     |                             |                    |  |
| 72 | 228 | Mâchoire mécanique          |                    |  |
|    |     |                             |                    |  |
| 73 | 229 | Le passage piéton           |                    |  |
|    |     |                             |                    |  |
| 74 | 230 | Le nuage                    |                    |  |
|    |     |                             |                    |  |
| 75 | 231 | La soirée du capitaine      |                    |  |
|    |     |                             |                    |  |
| 76 | 232 | Game over                   |                    |  |
|    |     |                             |                    |  |
| 77 | 233 | Titazig                     |                    |  |
|    |     |                             |                    |  |
| 78 | 234 | La visite de Poséidon       |                    |  |
|    |     |                             |                    |  |

## Spin-off "Les aventures de Bernie" - Première saison (2021)
| no | # | Titre                    | Première diffusion |  |
| --- | - | ------------------------ | ------------------ |  |
| 1 |   | Voyage imprévu           | 2021               |  |
| Zig et Bernie mettent à exécution un énième plan pour manger Marina, mais Sharko intervient à la dernière minute et Bernie se retrouve projeté en pleine mer. Plus il essaie de rejoindre l'île, plus il s'en éloigne...          |   |                          |                    |  |
| 2 |   | La bataille Narval       |                    |  |
| |   |                          |                    |  |
| 3 |   | C'est mon bouton !       |                    |  |
| |   |                          |                    |  |
| 4 |   | Le parc des distractions |                    |  |
| En attendant un bus censé le ramener vers l'île de Zig, Bernie voit un parc d'attractions. Comme il a encore du temps avant l'arrivée du bus, il décide d'aller y faire un tour et s'amuse tellement qu'il en oublie l'heure...   |   |                          |                    |  |
| 5 |   | Bouteilles d'amour       |                    |  |
| |   |                          |                    |  |
| 6 |   | Un Amour de Méduse       |                    |  |
| |   |                          |                    |  |
| 7 |   | Le Voleur de Coquilles   |                    |  |
| Bernie salit sa coquille, et pendant qu'il la met à laver quelqu'un en profite pour la lui voler ! Bernie mène l'enquête... Quand Georges perd également la sienne, tous deux font équipe pour démasquer le coupable...           |   |                          |                    |  |
| 8 |   | Le Roi Bernie            |                    |  |
| |   |                          |                    |  |
| 9 |   | Lance-Bernie             |                    |  |
| |   |                          |                    |  |
| 10 |   | Trouille de citrouille   |                    |  |
| Bernie fouille les fonds marins à la recherche d'un poids pour amorcer sa catapulte mais une étrange citrouille le suit partout... Qui se cache derrière cette courge farceuse dont Bernie a la trouille ?                        |   |                          |                    |  |
| 11 |   | Au fond du trou !        |                    |  |
| |   |                          |                    |  |
| 12 |   | Le Poisson Clown         |                    |  |
| |   |                          |                    |  |
| 13 |   | Le marathon de Bernie    |                    |  |
| Un marathon est organisé sous l'océan, et le vainqueur gagne un voyage en sous-marin ! Bernie rêve déjà de s'en servir pour retourner sur l'île... Mais pour cela il devra être le plus rapide que ses redoutables concurrents !  |   |                          |                    |  |
| 14 |   | SOS réparations          |                    |  |
| |   |                          |                    |  |
| 15 |   | La chasse à la méduse    |                    |  |
| |   |                          |                    |  |
| 16 |   | Tu peux me déposer ?     |                    |  |
| Bernie demande à Barbara de l'emmener en nageant vers la surface pour y rejoindre Zig ? La plongeuse ne comprend pas ce qu'il veut et rêve d'ajouter Bernie à sa collection de coquillages...Vont-ils réussir à s'entendre ?      |   |                          |                    |  |
| 17 |   | Sourire d'Enfer          |                    |  |
| |   |                          |                    |  |
| 18 |   | Problème de voisinage    |                    |  |
| |   |                          |                    |  |
| 19 |   | Les apprentis bricolos   |                    |  |
| Bernie construit une fusée pour retourner sur l'île. Pour gagner du temps, Bernie accepte l'aide d'une bande de bulots qui veulent apprendre à bricoler. Mais les bulots semblent avoir d'autre projets pour cette fusée...       |   |                          |                    |  |
| 20 |   | L'hippocampe sauvage     |                    |  |
| |   |                          |                    |  |
| 21 |   | Pleure pas bébé !        |                    |  |
| |   |                          |                    |  |
| 22 |   | Joyeux Noël Nora         |                    |  |
| Bernie va retrouver Zig grâce à son traineau mais un accident éparpille ses chevaux méduses et change un peu son apparence. Alors qu'il cherche ses méduses, Nora le prend pour le Père Noël et contrarie les plans de Bernie...  |   |                          |                    |  |
| 23 |   | Livraison Express        |                    |  |
| |   |                          |                    |  |
| 24 |   | Talentueux Bernie        |                    |  |
| |   |                          |                    |  |
| 25 |   | L'Algue Géante           |                    |  |
| Voyant Barbara jardiner, Bernie a l'idée de faire pousser une plante jusqu'à la surface pour l'escalader et retrouver Zig ! Mais la plante pousse trop lentement et le bernard l'hermite décide de lui donner un coup de pouce... |   |                          |                    |  |
| 26 |   | Dompteur de poisson      |                    |  |
| |   |                          |                    |  |
| 27 |   | Un ventilateur pour Deux |                    |  |
| |   |                          |                    |  |
| 28 |   | L'élastique de Markus    |                    |  |
| Bernie a besoin d'un élastique pour se propulser avec son lance-pierre jusque Zig et le chewing-Gum de Marcus ferait sûrement l'affaire. Le bernard-l'hermite utilise mille stratagèmes pour l'obtenir...                         |   |                          |                    |  |
| 29 |   | Nora à la rescousse      |                    |  |
| |   |                          |                    |  |
| 30 |   | Il faut soigner Nora     |                    |  |
| |   |                          |                    |  |

## Quatrième saison (2023-2024)
1. Un grand pas pour Marina, Volet 1
2. Un grand pas pour Marina, Volet 2
3. Dans la boîte
4. Vernis mon beau vernis
5. Rebouche trou
6. Cher papa
7. Zig à la baguette
8. Super vigie
9. Chevauchée sous les tropiques
10. Des claquettes pas nettes
11. En roue libre
12. Moustigre
13. Au poil
14. Clac claquettes
15. Un heureux événement
16. C'est pas moi c'est lui
17. Jamais sans mes claquettes
18. Ça vole haut
19. Balle de match
20. Pour le pire et le meilleur
21. Blagounettes
22. À la trace
23. Le dernier yaourt
24. Un vrai cauchemar
25. Un Père Noël étourdi
26. Sharko-Magnon
27. Comme chien et chat
28. Essayer c'est adopter
29. Gloups !
30. La fuite de trop
31. Petit Bassin
32. Marina l'exploratrice
33. Croque-Madame
34. Soirée Pyjama
35. Rien ne sert de courir
36. Si c'était une sirène
37. Gomme tout
38. Chasse aux oeufs
39. Coup de soleil
40. Allez dodo !
41. Zig de l'espace
42. Merci maman !
43. La loi pirate
44. Marina livraison express
45. Ultime Figurine
46. Grain de sable
47. Action !
48. Club chouchou
49. Dino Dingo
50. Kung Fu Bernie
51. Youhouuuu !
52. Claquettes zombies
53. Bébé pleure
54. Catch-moi si tu l'oses
55. C'est grave docteur ?
56. Coeur de pierre
57. Kit de survie
58. Le tour est joué
59. Sur la plage abandonnée
60. Copié-collé
61. Un copain venu du froid
62. Urgence
63. Faites comme chez vous
64. Si loin, si proche
65. Grande sœur
66. Goûte mes coquillettes
67. Ça grince
68. Les jumelles
69. Maxi Bernie
70. Le nœud du problème
71. Vas-y mollo Sharko !
72. Le buzz
73. Les meilleurs ennemis
74. Les baskets farceuses
75. Perché
76. L'apprenti sorcier
77. Prédateurs des profondeurs
78. Bille en tête